# Championnats du monde d'Ironman 70.3 2022
Navigation
Édition précédente Édition suivante
Les championnats du monde d'Ironman 70.3 2022 se déroulent les 28 et 29 octobre 2022 à Saint George dans l'Utah. Ils sont organisés par la World Triathlon Corporation.

## Organisation
Les championnats du monde d'Ironman 70.3, sont organisés une nouvelle fois dans la ville de Saint-George, 6 000 concurrents participe à cette édition. Pour la 3e fois en moins de deux ans, la ville de l'Utah accueille les compétitions reines du circuit Ironman avec les mondiaux 70.3 et Ironman de 2021 qui se sont tenues au début de 2022. Les favoris concourent pour la plupart sur ce circuit dont ils connaissent les difficultés et les conditions climatiques générales. L'épreuve se déroule quelques semaines après l'épreuve des championnats du monde d'Ironman 2022 de retour à Hawaï et dont certains favoris sont présents pour tenter de remporter l'autre titre Ironman.
Chez les hommes, les Norvégiens Gustav Iden nouveau champion du monde, Kristian Blummenfelt, le Danois Magnus Ditlev, les Américains Sam Long et Rodolphe von Berg, ou les Français Clément Mignon et Denis Chevrot, la plupart ayant participé à l'épreuve de kailua-Kona prennent aussi le départ pour la course au titre. Chez les féminines, la tenante du titre, la Britannique Lucy Charles-Barclay défend sa couronne, l'Américaine Taylor Knibb qui revient en forme d'une blessure avec de bons résultats sur ces derniers engagements, la Bermudienne Flora Duffy qui finit sa saison en s'entrainant spécifiquement sur cette distance et d'autres triathlètes de hauts niveaux rivalisent pour remporter le titre mondial.

## Résultats du championnat du monde

### Top 10 - Hommes
| Pos.               | Temps           | Nom                  | Pays       | Détail temps | Détail temps | Détail temps    | Détail temps | Détail temps    |
| Pos.               | Temps           | Nom                  | Pays       | Natation     | T1           | Cyclisme        | T2           | Course à pied   |
| ------------------ | --------------- | -------------------- | ---------- | ------------ | ------------ | --------------- | ------------ | --------------- |
| Médaille d'or      | 3 h 37 min 12 s | Kristian Blummenfelt | Norvège    | 22 min 51 s  |              | 2 h 1 min 3 s   |              | 1 h 11 min 38 s |
| Médaille d'argent  | 3 h 38 min 1 s  | Ben Kanute           | États-Unis | 22 min 33 s  |              | 2 h 1 min 47 s  |              | 1 h 11 min 56 s |
| Médaille de bronze | 3 h 39 min 52 s | Magnus Ditlev        | Danemark   | 23 min 4 s   |              | 1 h 59 min 58 s |              | 1 h 14 min 7 s  |
| 4                  | 3 h 40 min 51 s | Mika Noodt           | Allemagne  | 22 min 49 s  |              | 2 h 4 min 15 s  |              | 1 h 11 min 44 s |
| 5                  | 3 h 42 min 34 s | Frederic Funk        | Allemagne  | 22 min 48 s  |              | 2 h 0 min 41 s  |              | 1 h 16 min 42 s |
| 6                  | 3 h 42 min 45 s | Miki Taagholt        | Danemark   | 22 min 44 s  |              | 2 h 3 min 15 s  |              | 1 h 14 min 46 s |
| 7                  | 3 h 43 min 52 s | Jackson Laundry      | Canada     | 24 min 24 s  |              | 2 h 4 min 36 s  |              | 1 h 12 min 57 s |
| 8                  | 3 h 44 min 42 s | Thor Bendix Madsen   | Danemark   | 25 min 1 s   |              | 2 h 3 min 2 s   |              | 1 h 14 min 14 s |
| 9                  | 3 h 45 min 3 s  | Aaron Royle          | Australie  | 22 min 19 s  |              | 2 h 6 min 29 s  |              | 1 h 14 min 0 s  |
| 10                 | 3 h 45 min 45 s | Clément Mignon       | France     | 23 min 0 s   |              | 2 h 5 min 34 s  |              | 1 h 14 min 40 s |

### Top 10 - Femmes
| Pos.               | Temps           | Nom                  | Pays        | Détail temps | Détail temps | Détail temps    | Détail temps | Détail temps    |
| Pos.               | Temps           | Nom                  | Pays        | Natation     | T1           | Cyclisme        | T2           | Course à pied   |
| ------------------ | --------------- | -------------------- | ----------- | ------------ | ------------ | --------------- | ------------ | --------------- |
| Médaille d'or      | 4 h 3 min 20 s  | Taylor Knibb         | États-Unis  | 23 min 54 s  |              | 2 h 14 min 41 s |              | 1 h 21 min 48 s |
| Médaille d'argent  | 4 h 8 min 57 s  | Paula Findlay        | Canada      | 25 min 5 s   |              | 2 h 20 min 49 s |              | 1 h 20 min 33 s |
| Médaille de bronze | 4 h 10 min 45 s | Emma Pallant-Browne  | Royaume-Uni | 25 min 0 s   |              | 2 h 25 min 40 s |              | 1 h 17 min 44 s |
| 4                  | 4 h 11 min 24 s | Lucy Charles-Barclay | Royaume-Uni | 23 min 50 s  |              | 2 h 21 min 52 s |              | 1 h 23 min 1 s  |
| 5                  | 4 h 13 min 33 s | Flora Duffy          | Bermudes    | 24 min 20 s  |              | 2 h 21 min 29 s |              | 1 h 25 min 4 s  |
| 6                  | 4 h 14 min 15 s | Holly Lawrence       | Royaume-Uni | 24 min 24 s  |              | 2 h 24 min 30 s |              | 1 h 22 min 55 s |
| 7                  | 4 h 15 min 5 s  | Jackie Hering        | États-Unis  | 26 min 38 s  |              | 2 h 25 min 25 s |              | 1 h 20 min 27 s |
| 8                  | 4 h 15 min 48 s | Nikki Bartlett       | Royaume-Uni | 27 min 33 s  |              | 2 h 22 min 49 s |              | 1 h 22 min 41 s |
| 9                  | 4 h 15 min 57 s | Tamara Jewett        | Canada      | 27 min 28 s  |              | 2 h 29 min 5 s  |              | 1 h 16 min 22 s |
| 10                 | 4 h 16 min 50 s | Anne Reischmann      | Allemagne   | 28 min 58 s  |              | 2 h 23 min 37 s |              | 1 h 21 min 38 s |